# Anton Kočenkov
Anton Aleksandrovič Kočenkov (in russo Антон Александрович Коченков?; traslitterazione anglosassone: Anton Aleksandrovich Kochenkov; Biškek, 2 aprile 1987) è un ex calciatore russo naturalizzato kirghiso, di ruolo portiere.

## Carriera

### Club
Nel 2008 la Lokomotiv Mosca lo presta al Nižnij Novgorod. Nel dicembre 2008 torna a Mosca ma nel gennaio seguente è di nuovo al Nižnij Novgorod. Gioca più di 100 partite nella seconda divisione russa, prima di farsi notare con la maglia del Mordovija in Prem'er-Liga. Nel 2015 è acquistato a titolo gratuito dalla Lokomotiv Mosca, ritornando ai Ferrovieri dopo sette anni.

### Nazionale
Nel 2023 ha esordito in nazionale.

## Palmares

### Club

#### Competizioni nazionali
- Coppa di Russia: 3

Lokomotiv Mosca: 2016-2017, 2018-2019, 2020-2021
- Campionato russo: 1

Lokomotiv Mosca: 2017-2018
- Supercoppa di Russia: 1

Lokomotiv Mosca: 2019